# Alphanso Cunningham
Alphanso Cunningham (29 de agosto de 1980) es un deportista jamaicano que compitió en atletismo adaptado. Ganó dos medallas en los Juegos Paralímpicos de Verano, oro en Atenas 2004 y oro en Londres 2012.

## Palmarés internacional
| Juegos Paralímpicos | Juegos Paralímpicos   | Juegos Paralímpicos | Juegos Paralímpicos |
| Año                 | Lugar                 | Medalla             | Prueba              |
| ------------------- | --------------------- | ------------------- | ------------------- |
| 2004                | Atenas (Grecia)       | Medalla de oro      | Disco F53           |
| 2012                | Londres (Reino Unido) | Medalla de oro      | Jabalina F52/53     |